# Joseph Coenen

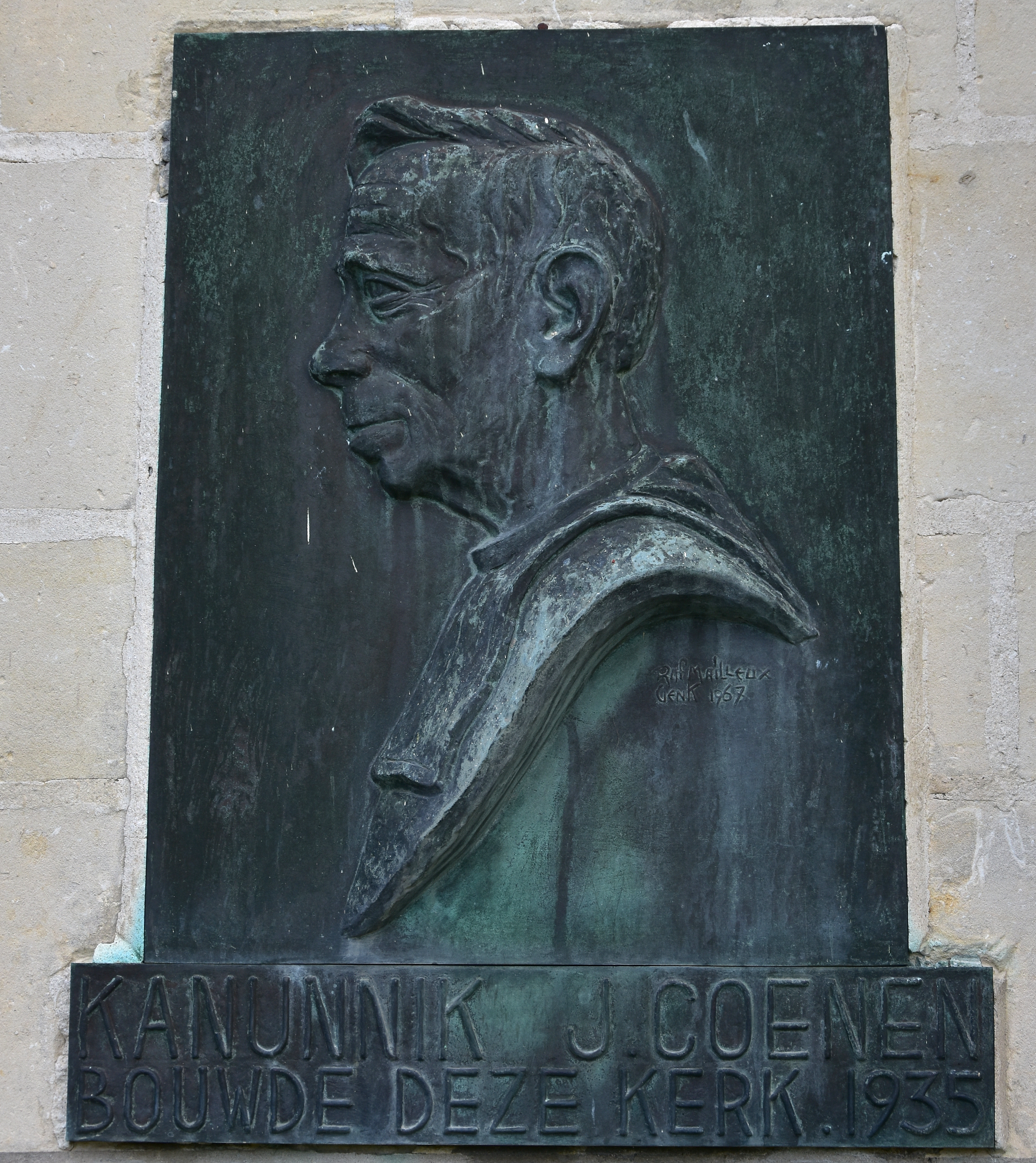
Joseph Coenen aan de kerk te Wiemesmeer

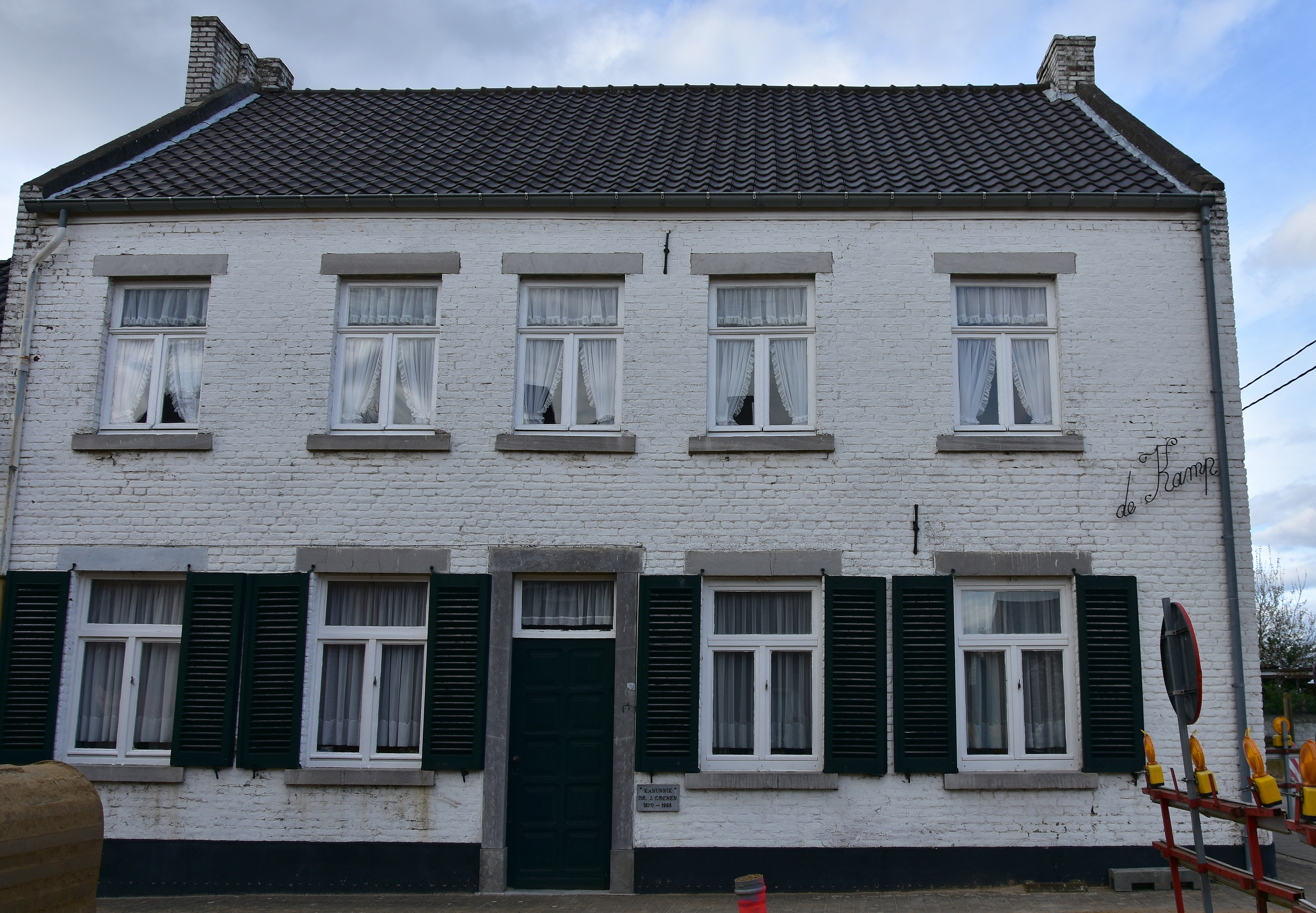
Het geboortehuis van kanunnik Coenen

Joseph (ook: Jozef) Coenen (Elen, 17 januari 1870 - Gellik, 13 mei 1958) was kanunnik, historicus, genealoog en heemkundige uit  Belgisch Limburg.

## Werken
Coenen schreef een vijftigtal boeken en artikelen, vooral over de geschiedenis van het Maasland.
Hij trad ook op als bouwheer van een nauwkeurige reconstructie van de kerk van de Abdij van Hocht, die in 1936 te Wiemesmeer (gemeente Zutendaal) werd nagebouwd als Sint-Jozefkerk.

## Plaatsen van herinnering
Joseph Coenen werd geboren in de hoeve De Kamp aan de Zandstraat in Elen. Deze langgestrekte hoeve uit het midden van de 19de eeuw werd in 2004 beschermd als monument.
De geleerde priester werd begraven in zijn geboorteplaats.
In 2006 heeft Dilsen-Stokkem te Elen een straat naar hem vernoemd, de Kanunnik Joseph Coenenstraat, in de woonwijk Kriekelsheuvel. Ook te Wiemesmeer (gemeente Zutendaal) bestaat een Kanunnik Coenenstraat.

## Prijs
De Maasketen “Jan van Eyck” kent tweejaarlijks een 'Kanunnik Coenen Prijs' toe aan mensen en/of instellingen die bijzondere verdienste hebben voor het Limburgs culturele leven aan weerszijden van de Maas.

## Referentie
1. ↑  Bekend is onder meer geworden: Coenen, Jos. (1921):
'De drie munsters der Maasgouw: Aldeneyck, Susteren, St.-Odiliënberg',  PSHAL 57, 21-114; ook als afzonderlijke boekpublicatie (1922).
2. ↑  Cultureel samenwerkingsverband van het grensgebied der beide Limburgen en de Selfkant, gesticht in 1966 te Elen.

- Digitale Bibliotheek voor de Nederlandse Letteren: coen067
- Gemeinsame Normdatei: 14368440X
- International Standard Name Identifier: 0000 0000 6222 0894
- Nederlandse Thesaurus van Auteursnamen: 072021039
- Système universitaire de documentation: 264286170
- Virtual International Authority File: 88642059
- WorldCat: E39PBJjxvKJ4yRpR9YGCM3xJjC